# Amauropelma anzses
Amauropelma anzses is een spinnensoort in de taxonomische indeling van de kamspinnen (Ctenidae).
Het dier behoort tot het geslacht Amauropelma. De wetenschappelijke naam van de soort werd voor het eerst geldig gepubliceerd in 2001 door Raven & Stumkat.